# Karen Bliss
Karen Bliss (* 19. Dezember 1963 in Quakertown in Pennsylvania) ist eine ehemalige US-amerikanische Radrennfahrerin.

## Sportliche Laufbahn
Karen Bliss begann mit dem Radsport 1982 als Mitglied des Penn State University’s cycling club. Nach dem Abschluss ihres Studiums im Jahre 1985 wurde sie vom Olympic Training Center in Colorado Springs aufgenommen.
Zwischen 1987 und 1996 errang Karen Bliss sieben US-amerikanische Meistertitel, in der Bahnradsportdisziplin Punktefahren sowie im Kriterium  auf der Straße. In diesen Jahren gehörte sie zum US-amerikanischen Nationalteam und startete fünf Mal bei UCI-Straßen-Weltmeisterschaften: bei den UCI-Straßen-Weltmeisterschaften 1997 belegte sie im Straßenrennen Platz sechs. Insgesamt errang sie im Laufe ihrer Karriere 300 Siege auf Straße und Bahn. 1992 gewann sie die Tour of Toona und dreimal die Tour of Somerville (1995, 1997 und 1998). 
Ende der 1990er Jahre beendete Bliss ihre aktive Radsport-Laufbahn. Sie wurde geehrt mit einer Aufnahme in die Hall of Fame des Valley Preferred Cycling Centers. 2019 wurde sie in die United States Bicycling Hall of Fame aufgenommen.
Nach der Beendigung ihrer aktiven Radsportkarriere blieb Karen Bliss dem Radsport in verschiedenen Funktionen erhalten und setzte sich für die Gleichberechtigung von Radrennfahrerinnen ein. Sie schrieb auch Artikel für das Bicycling Magazine und sitzt im Vorstand des Unternehmens Advanced Sports International, zu dem die Marke Fuji Bikes und andere Fahrradmarken gehören (Stand 2020).